# Akumulační kamna
Elektrická akumulační kamna jsou zvláštní typ elektrického topného tělesa akumulujícího tepelnou energii v době výhodné ceny elektřiny (nízký tarif nočního proudu), aby mohla být využita později.

## Popis

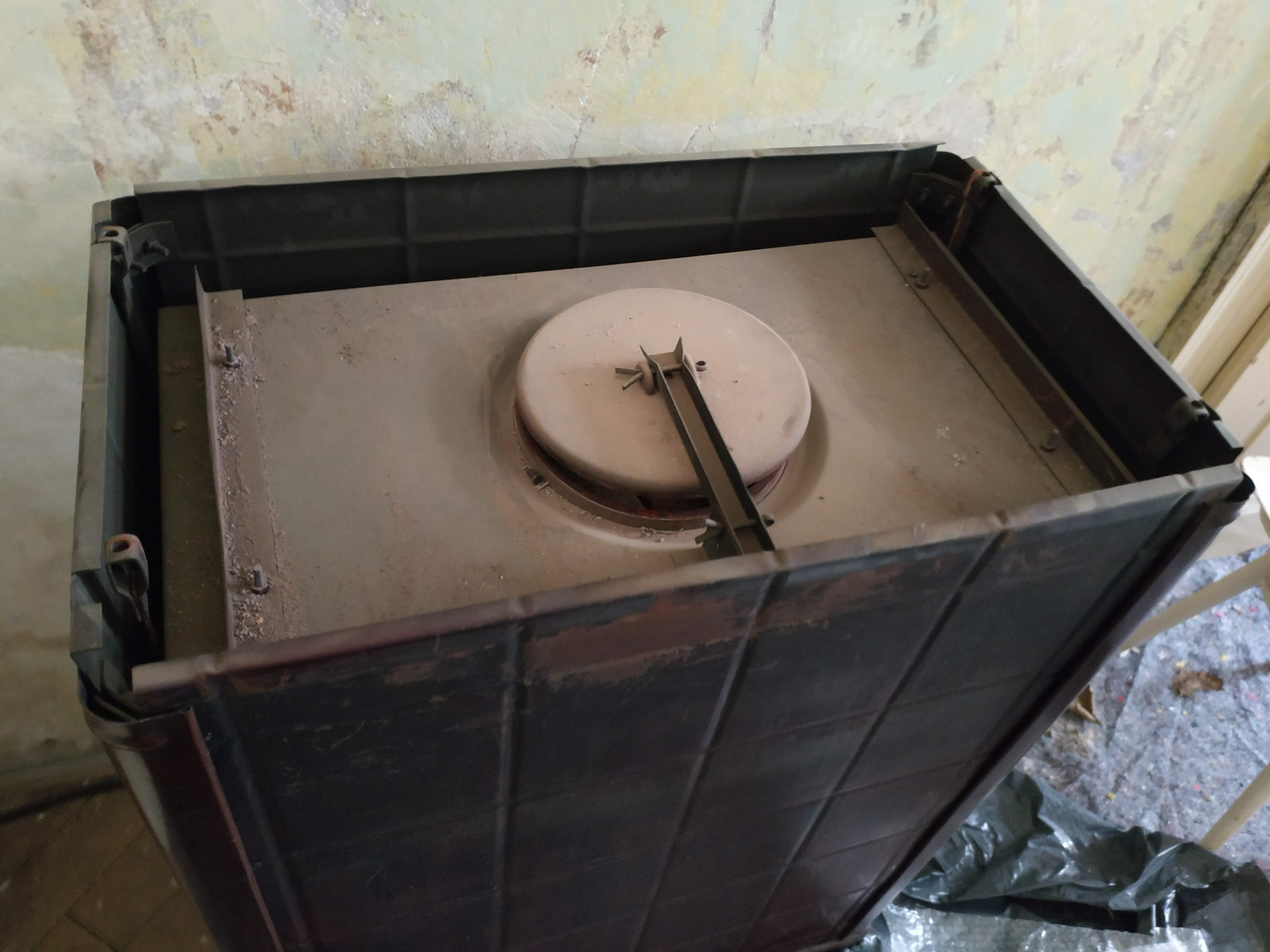
Starší model akumulačních kamen

Základem zařízení jsou topné články umístěné v materiálu akumulujícím teplo. Původně šamotové, nyní feolitové cihly se nahřívají (nabíjejí) a pak dlouho vydávají sálavé teplo. Někdy se akumulační kamna vybavují ventilátorem, který urychluje předání tepla. Kvůli nízké povrchové teplotě zde může být instalována další izolace, např. vermikulit a skelná vata. Teplotu řídí termostat.
V porovnání s přímotopy a elektrokotli mají akumulační kamna vyšší pořizovací náklady a nevyhovující regulaci; jsou taky těžká (100–500 kg podle velikosti) a je třeba rovněž věnovat pozornost tomu, aby nepřekročily největší  možné zatížení na m² plochy. Dalším důvodem pro častější užití přímotopů a elektrokotlů může být nastavení cen u distributorů energie.